# Гімнастика на літніх Олімпійських іграх 1976
Змагання з гімнастики на літніх Олімпійських іграх 1976 у Монреалі тривали з 18 до 23 липня в Монреаль-Форумі. Розіграно 14 комплектів нагород у спортивній гімнастиці (8 серед чоловіків і 6 серед жінок).
Уперше в програмі олімпійських гімнастичних змагань країнам було дозволено мати не більш як трьох спортсменів у фіналах могоборст і не більш як два спортсмени у фіналах на окремих снарядах. Через це суперечливе рішення багато спортсменів із сильних збірних не потрапили до фіналів. Уперше кількість збірних, яким дозволялося виставити на командні змагання повні команди з шести осіб, обмежили дванадцятьма. Які саме повні збірні поїдуть на Олімпіаду вирішувалося на попередньому чемпіонаті світу.

## Медальний залік

### Чоловіки
| Дисципліни         | Золото                                                                                            | Срібло | Бронза                                                                                   |
| ------------------ | ------------------------------------------------------------------------------------------------- | --- | ---------------------------------------------------------------------------------------- |
| Абсолютна першість | Микола Андріанов (URS)                                                                            | Савао Като (JPN) | Міцуо Цукахара (JPN)                                                                     |
| Командна першість  | Японія (JPN) Шюн Фуджімото Хісато Іґараші Хіроші Каджіяма Савао Като Ейдзо Кеммоцу Міцуо Цукахара | СРСР (URS) Микола Андріанов Олександр Дитятін Геннадій Крисін Володимир Марченко Володимир Маркелов Володимир Тихонов | НДР (GDR) Роланд Брюкнер Райнер Ганшке Бернд Єґер Вольфґанґ Клоц Луц Мак Міхаель Ніколаї |
| Вільні вправи      | Микола Андріанов (URS)                                                                            | Володимир Марченко (URS)                                                                                              | Пітер Корманн (USA)                                                                      |
| Перекладина        | Міцуо Цукахара (JPN)                                                                              | Ейдзо Кеммоцу (JPN)                                                                                                   | Ебергард Ґінґер (FRG)                                                                    |
| Перекладина        | Міцуо Цукахара (JPN)                                                                              | Ейдзо Кеммоцу (JPN)                                                                                                   | Анрі Боеріо (FRA)                                                                        |
| Паралельні бруси   | Савао Като (JPN)                                                                                  | Микола Андріанов (URS)                                                                                                | Міцуо Цукахара (JPN)                                                                     |
| Кінь               | Золтан Мадяр (HUN)                                                                                | Ейдзо Кеммоцу (JPN)                                                                                                   | Микола Андріанов (URS)                                                                   |
| Кінь               | Золтан Мадяр (HUN)                                                                                | Ейдзо Кеммоцу (JPN)                                                                                                   | Міхаель Ніколаї (GDR)                                                                    |
| Кільця             | Микола Андріанов (URS)                                                                            | Олександр Дитятін (URS)                                                                                               | Денуц Греку (ROU)                                                                        |
| Опорний стрибок    | Микола Андріанов (URS)                                                                            | Міцуо Цукахара (JPN)                                                                                                  | Хіроші Каджіяма (JPN)                                                                    |

### Жінки
| Дисципліни         | Золото                                                                                            | Срібло | Бронза                                                                                       |
| ------------------ | ------------------------------------------------------------------------------------------------- | --- | -------------------------------------------------------------------------------------------- |
| Абсолютна першість | Надя Коменеч (ROU)                                                                                | Неллі Кім (URS)                                                                                            | Людмила Турищева (URS)                                                                       |
| Командна першість  | СРСР (URS) Марія Філатова Світлана Гроздова Неллі Кім Ольга Корбут Ельвіра Сааді Людмила Турищева | Румунія (ROM) Надя Коменеч Мар'яна Константін Жоржета Габор Анка Григораш Габріела Трушке Теодора Унгуряну | НДР (GDR) Карола Домбек Ґітта Ешер Керстін Ґершау Ангеліка Хельман Маріон Кіше Штеффі Крекер |
| Колода             | Надя Коменеч (ROU)                                                                                | Ольга Корбут (URS)                                                                                         | Теодора Унгуряну (ROU)                                                                       |
| Вільні вправи      | Неллі Кім (URS)                                                                                   | Людмила Турищева (URS)                                                                                     | Надя Коменеч (ROU)                                                                           |
| Різновисокі бруси  | Надя Коменеч (ROU)                                                                                | Теодора Унгуряну (ROU)                                                                                     | Марта Егерварі (HUN)                                                                         |
| Опорний стрибок    | Неллі Кім (URS)                                                                                   | Людмила Турищева (URS) Карола Домбек (GDR)                                                                 | Не нагороджували                                                                             |

## Таблиця медалей
| Місце               | Країна              | Золото | Срібло | Бронза | Загалом |
| ------------------- | ------------------- | ------ | ------ | ------ | ------- |
| 1                   | СРСР (URS)          | 7      | 8      | 2      | 17      |
| 2                   | Японія (JPN)        | 3      | 4      | 3      | 10      |
| 3                   | Румунія (ROU)       | 3      | 2      | 3      | 8       |
| 4                   | Угорщина (HUN)      | 1      | 0      | 1      | 2       |
| 5                   | НДР (GDR)           | 0      | 1      | 3      | 4       |
| 6                   | США (USA)           | 0      | 0      | 1      | 1       |
| 6                   | ФРН (FRG)           | 0      | 0      | 1      | 1       |
| 6                   | Франція (FRA)       | 0      | 0      | 1      | 1       |
| Загалом (8 збірних) | Загалом (8 збірних) | 14     | 15     | 15     | 44      |